# Piotr Kotas
Piotr Kotas (* 9. Juli 1987) ist ein polnischer Biathlet.
Piotr Kotas wurde international erstmals bei den Biathlon-Europameisterschaften 2009 in Ufa eingesetzt. Im Einzel belegte er den 36. Platz, wurde 43. im Sprint, verbesserte sich im darauf basierenden Verfolgungsrennen auf den 40. Platz und wurde an der Seite von Tomasz Puda, Mariusz Leja und Mirosław Kobus als Schlussläufer mit der Staffel Polens 12.
National gewann Kotas, der für AZS AWF Wrocław startet, 2007 bei den polnischen Meisterschaften in Jakuszyce als Startläufer der Staffel mit Krzysztof Pływaczyk, Mariusz Leja und Paweł Lasek hinter der Staffel von BKS WP Kościelisko die Silbermedaille. 2009 kam in Wisła eine Bronzemedaille hinzu, die er mit Mateusz Steć, Leja und Mateusz Matusik gewann.